# A.C.E
A.C.E (에이스, E-iseu, acrónimo de Adventure Calling Emotions) es un grupo musical surcoreano que debutó el 23 de mayo de 2017 en Seúl, conformado por 5 miembros: Donghun, Jun, Chan, Wow y Byeongkwan.

## Integrantes
- Jun: líder, vocalista principal, bailarín (2017-presente)[2]
- Lee Dong-hun: vocalista principal, bailarín principal (2017-presente)[2]
- Wow: rapero principal, vocalista, bailarín principal y productor (2017-presente)[2]
- Kim Byeong-kwan: rapero principal, vocalista principal , bailarín principal   (2017-presente)[2]
- Chan: maknae ,vocalista principal, rapero  (2017-presente)[2]

## Discografía

### EP
- 2018: A.C.E Adventures In Wonderland
- 2019: Under Cover
- 2019: Under Cover: The Mad Squad
- 2020: HZM:The Butterfly Phantasy
- 2021: Siren : Dawn
- 2021: Changer : Dear Eris
- 2022: First Impact (Con Kep1er (6 pistas en total)

## Filmografía

### Televisión
- Age of Youth 2 (Hello, My Twenties! 2) (cameo) - ep. #4[3]

## Reconocimientos
- SBS PopAsia Award
  - 2017: Rookie of the Year[4]
- StarHub Night of Stars
  - 2018: Best Newcomer Award[5]
- The Fact Music Award
  - 2019: Rising Star Award[6]
- soribada music award
  - 2019: the next artist award
- apan star award
- 2021: global hallyu star